# Trajanov zid
Trajanov zid je drevna linija utvrda na području današnje Rumunjske, Moldavije i Ukrajine.
Trajanov zid sastoji se od donjeg Trajanova zida s dužinom od 120 km i gornjeg Trajanova zida s dužinom od 126 km. Dobili su ime po rimskom cara Trajanu (98. – 117.), zbog prisutnosti Rimljana na ovom području u antičko doba.
Donji Trajanov zid ide u smjeru istok-zapad od rijeke Prut do lagune Sasyk na Crnome moru. Ostaci zemljanih radova imali su na pojedinim mjestima 40 m širine i visinsku razliku između rova i bedema od pet metara. Smatra se da je to bila vojna linija obrane za zaštitu plovidbe na Dunavu, koja je tekla oko 25 kilometara južnije.
Gornji Trajanov zid proteže se 150 km sjeverno od Donjeg Trajanova zida u smjeru istok-zapad. Dimenzije bedema su nešto niže nego na jugu. Rimljani su izgradili zidove u 2. stoljeću kako bi zaštitili svoje Carstvo od osvajača.